# Прошенко, Артём Александрович
Артём Алекса́ндрович Проше́нко (укр. 	Артем Олександрович Прошенко; 1 июня 1990, Днепропетровск, СССР) — украинский футболист, полузащитник.

## Ранние годы
Родился в Днепропетровске. Во время обучения в восьмом классе получил предложение поехать на просмотр в донецкую футбольную академию «Олимпика». После просмотра тренер Игорь Петров предложил юному футболисту остаться. В «Олимпике» Прошенко отучился четыре года.

## Клубная карьера
Во взрослом футболе дебютировал в 17 лет в команде второй лиги «Химик» из Красноперекопска. Далее за пять лет сменил семь команд второй лиги и дубли «Таврии» и львовских «Карпат». Летом 2012 года Сергей Мурадян пригласил Прошенко в «Горняк-Спорт». В клубе из Комсомольска футболист провёл полтора сезона. Был капитаном этой команды. Заканчивал сезон 2013/14 в команде «Сталь» (Днепродзержинск). Обе эти команды по итогам сезона завоевали места в первой лиге.
Летом 2014 года Прошенко заключил годичный контракт с клубом армянской Премьер-лиги «Гандзасар», который тренировал украинский специалист Сергей Пучков. В составе этой команды футболист провёл 10 матчей в чемпионате, 1 матч в Кубке. В Армении играл на непривычной и новой для себя позиции крайнего полузащитника и только последние матчи календарного года провёл на своей позиции опорного. Во время зимнего перерыва в чемпионате Сергей Пучков покинул «Гандзасар». Вслед за ним из клуба ушли и украинские легионеры Алексей Пинчук, Борис Орловский, Антон Монахов. В числе ушедших был и Артём Прошенко. Кроме этих футболистов в команде при Пучкове выступали ещё два украинца — Марат Даудов и Василий Палагнюк.
В январе 2015 года Прошенко проходил просмотр в криворожском «Горняке».
В конце августа 2015 перешёл в «Ингулец», в составе которого дебютировал 30 августа в домашнем матче против «Буковины», выйдя на замену вместо Евгения Запорожца на 56-й минуте встречи.